# 枋野二号トンネル

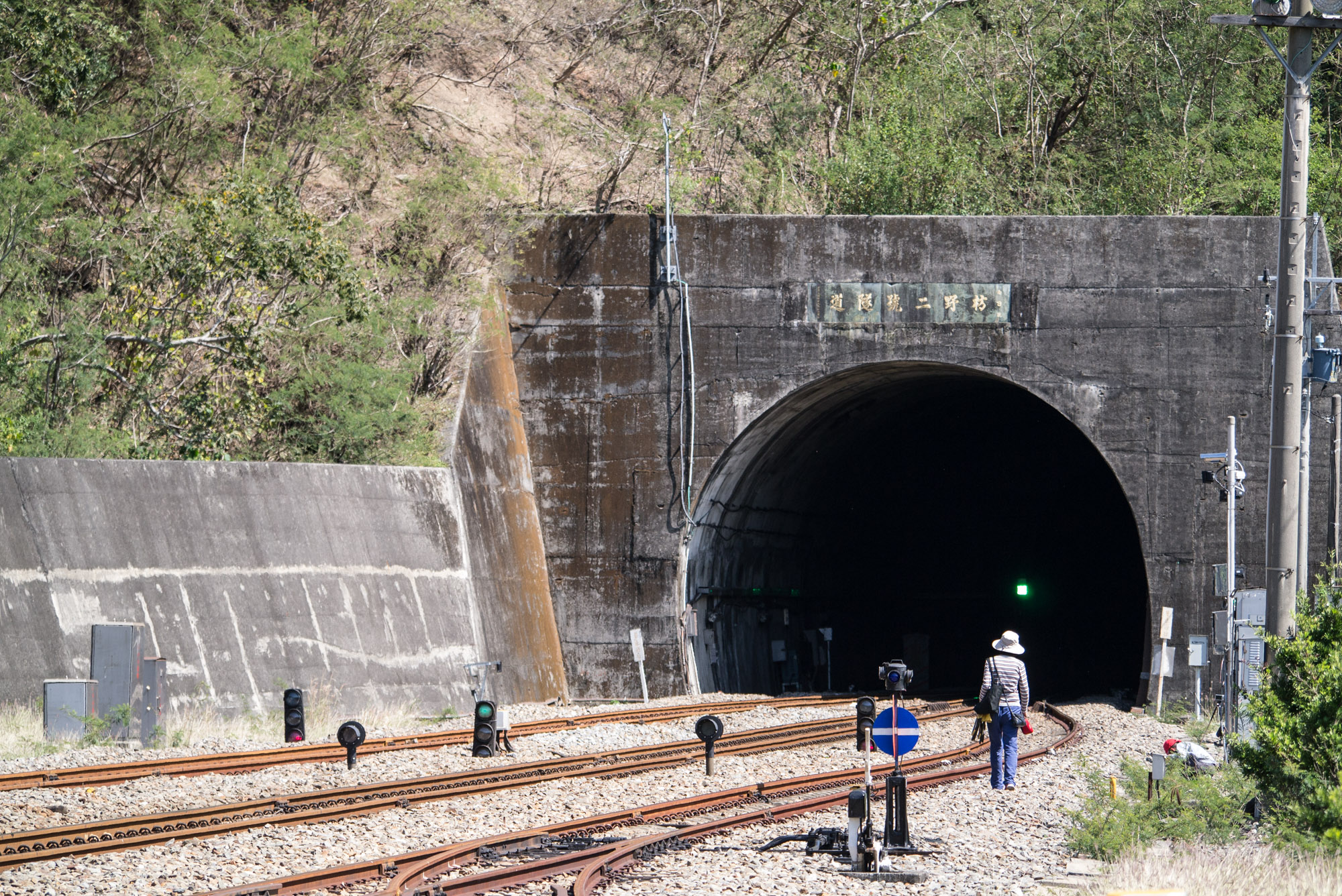
枋野二号トンネル（西側出口）

枋野二号トンネル（ぼうやにごうトンネル）は、台湾屏東県獅子郷にある台湾鉄路管理局南廻線の鉄道トンネルである。枋野駅（枋野信号場） - 中央信号場間にあり、全長は720メートルである。1992年10月5日に供用開始した。